# Оборона Ланкастер-Хилла
Оборона Ланкастер-Хилла (англ. Lancaster Hill) — одно из сражений Второй англо-бурской войны. В ночь с 11 на 12 декабря 1900 года бурские коммандос генерала Луиса Боты атаковали позиции англичан на Ланкастер-Хилле, но после ожесточенных боев были отброшены.
Трансваальский городок Фрейхейд, расположенный на юго-востоке республики, 18 сентября 1900 года был занят британской дивизией генерал-лейтенанта Х. Дж. Т. Хилдьярда. Англичане разместили там гарнизон, который состоял из роты конной пехоты 5-й дивизии, шести рот 2-го Королевского Ланкастерского полка майора Г.А. Карлтона и двух орудий. Командовал гарнизоном подполковник Дж. М. Гон (J. M. Gawne).
Основной оборонительной позицией британцев стал Ланкастер-Хилл, верхнее плато периметром в четыре мили (6,4 км) на северной окраине городка, которое удерживали пятьсот пятьдесят солдат Ланкастерского полка, максимально используя естественные скалы, крутые склоны и построенные брустверы. Ниже и к западу от этих позиций располагалось второе плато, которое удерживала рота конной пехоты под командованием капитана Г. Ормонда. Сам Фрейхейд был окружен колючей проволокой, и у въездов в город стояла охрана. Городок никогда не подвергался серьезной угрозе, и для его непосредственной защиты оставалось всего 200 человек. К тому времени, когда с севера подошли силы буров, несколько месяцев бездействия вселили в гарнизон Фрейхейд — Ланкастер-Хилл чувство самоуспокоенности.
В конце 1900 года бурские силы численностью 1200 человек начали общее наступление на британские позиции в Восточном и Южном Трансваале. Генерал Луис Бота незаметно сосредоточил местных коммандос. В начале декабря были предприняты мелкие атаки на Утрехт и Ваккерструм, 2 и 6 декабря соответственно, но наиболее серьезная атака была направлена на Фрейхейд.
Первоначальный удар пришелся на лагерь конной пехоты. Буры под командованием коменданта Баденхорста оставили своих лошадей у подножия крутых нижних склонов Ланкастер-Хилла и незаметно приблизились к лагерю. В 02:30, вскоре после восхода луны, коммандос легко проникли в лагерь и открыли огонь с нескольких позиций. Воцарилась паника, одни конные пехотинцы бросились бежать в верхний лагерь, другие прыгали с обрыва и разбивались. Попытки наспех собранной команды англичан отбить лагерь пресекались шквальным огнем буров.
Примерно с 03:30, после разгрома лагеря конной пехоты, буры стали обстреливать верхнее плато, сосредоточив свои усилия на трех его постах. Был смертельно ранен подполковник Дж. М. Гон. Командование принял на себя майор Карлтон, который руководил обороной до конца дня.
Бурская атака на плато около 04.00 была сорвана шквальным огнем защитников и полосой колючей проволоки, протянутой на расстояние 50 метров. Буры отступили, и бой, который распространился на все стороны холма, перешел в продолжавшуюся целый день перестрелку с дальней дистанции. Дальнейших атак с близкого расстояния больше не было, но давление буров сохранялось до наступления темноты. К 19.30 бой стих, буры отступили.
Британские потери составили 58 человек, включая 8 убитых, 20 раненых и 30 пропавших без вести. Были потеряны почти всех лошади конной пехоты. Официальная цифра потерь буров — семнадцать.
К тому времени, когда полковник Бломфилд прибыл с колонной из Данди, буры, атаковавшие Ланкастер-Хилл, уже давно отступили на север. Бломфилд, однако, считая позицию невозможной для защиты имеющимся гарнизоном, принял меры предосторожности и ночью вывел гарнизон Фрейхейда из Ланкастер-Хилла.
Оборона Ланкастер-Хилла напомнила британцам, что война на самом деле далека от завершения и что буры могут нанести удары в любое время и в любом месте по ничего не подозревающим и самодовольным гарнизонам.